# Jan Hinnerk Wördemann

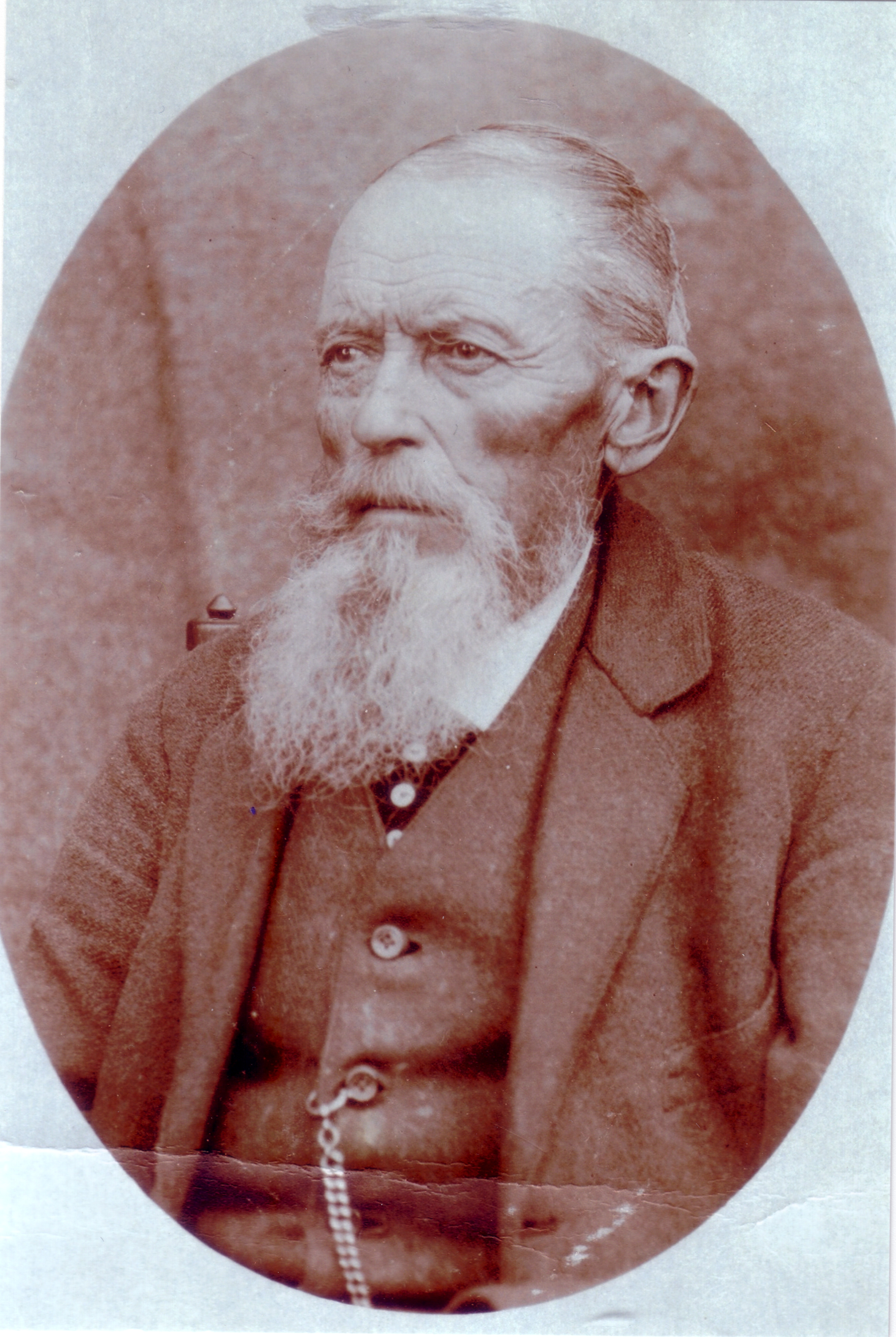
Jan Hinnerk Woerdemann

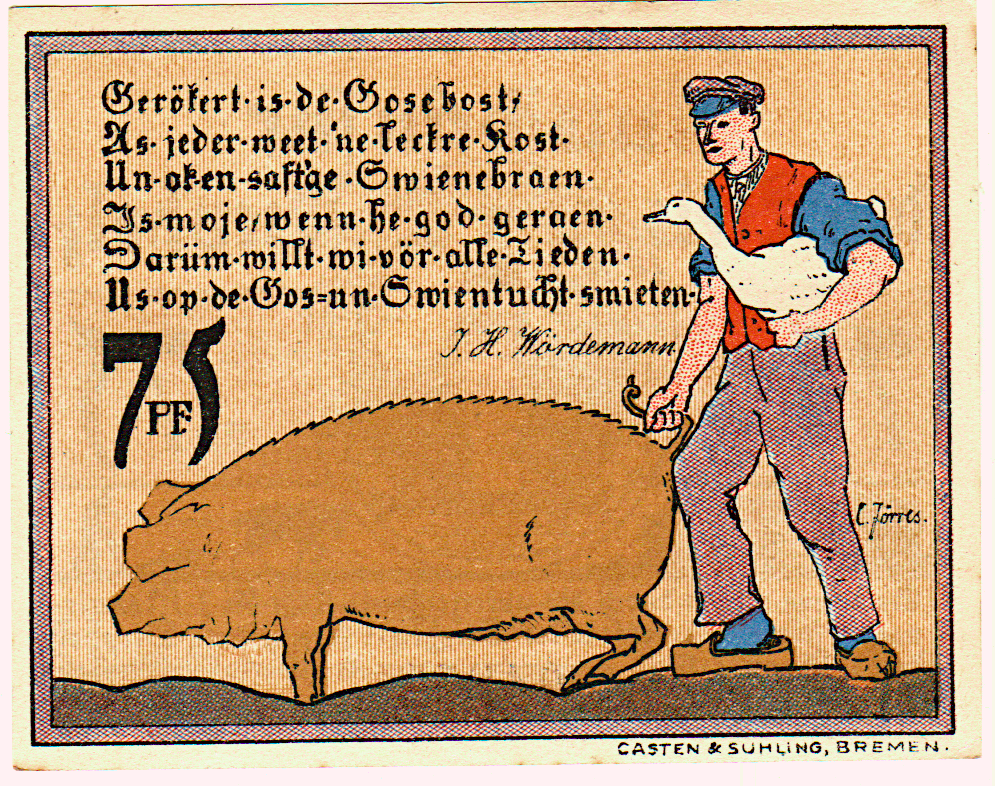
Ein Spruch von J. H. Wördemann, auf einem Notgeldschein von 1921.

Jan Hinnerk Wördemann (* 1. Mai 1851 in Dörpel; † 18. Dezember 1923 in Wagenfeld) war ein niederdeutscher Autor, Schauspieler und Rezitator.
1867 begann Wördemann eine Ausbildung zum Lehrer am Seminar in Bremen. Später verließ er das Seminar und war im Jahr 1871 als Schauspieler tätig. Ab 1884 war er als Reuter-Rezitator in Hamburg aktiv.

## Schriften
- Queken un Ranken. Allerhand Snaken un Snurre. Gedichte un Vertellsel in plattdütscher Mundart. Großenhain, 1886.
- Krusemünten. Twee Geschichten von'n Dörp. De Wais'. Adam un Eva. Norden, 1889.
- Weihsand. Allerhand Gedichte un Vertellsel in plattdütsche Mundart. Schröder, Diepholz 1909. / 3. Aufl. Schröder, Diepholz 1912.
- Hannover'sche Jungen. Ene Dörpgeschicht' ut'n Jahr 1866. Knorr, Bassum 1912.
- De Heideköster. Ene Dörpgeschicht ut'n verled'nen Jahrhunnert. Schröder, Diepholz 1915. / 2. Uplag. Schröder, Diepholz 1921.
- Dannappels. Gedichte un Vertellsel in hoch- un plattdütsche Mundart. Schröder, Diepholz 1922.